# SCM Râmnicu Vâlcea
Maillots
Actualités
Dernière mise à jour : 16 mars 2024.
Le Societate Club Municipal Râmnicu Vâlcea est un club féminin de handball basé à Râmnicu Vâlcea en Roumanie. Créé le 27 juin 1973, il connait ses heures de gloires dans les années 1990 et 2010 sous le nom d'Oltchim Râmnicu Vâlcea avec notamment 19 Championnats remportées, une victoire en Coupe d'Europe des vainqueurs de coupe en 2007 et une finale de Ligue des champions en 2010.
Mis en faillite en 2013, le club renaît en première division sous le nom de HCM puis SCM Râmnicu Vâlcea et remporte à nouveau le Championnat en 2019.

## Histoire
Le club a été créé le 27 juin 1973 sous le nom "A.S. Chimistul Râmnicu Vâlcea". Le club faisait alors partie d'un programme sportif initié par l'entreprise chimique locale (aujourd'hui Oltchim S.A. (en)). Le premier entraineur, Constantin Cinca, a permis au club de passer de la 3e division à la 2e division en 1980. Deux saisons plus tard, le nouvel entraineur, Constantin Popescu, permet au club d'atteindre le plus haut niveau national.

### Période Oltchim

Logo du CS Oltchim Râmnicu Vâlcea.

Le 1er octobre 1989, le nom du club devient "CSM Oltchim Râmnicu Vâlcea" et ce, jusqu'au 1er mai 1997, date à laquelle le club devient un club privé, même si Oltchim S.A. (en) en reste le sponsor principal.
grâce à l'apport de son sponsor Oltchim S.A. (en), une importante entreprise de produits chimiques. D'un point de vue national, Râmnicu Vâlcea détient le record du nombre de titres de champion avec 19 couronnes, dont 8 consécutives entre 1993 et 2000. Le club a également remporté la coupe de Roumanie à 14 reprises.
Sur la scène européenne, Râmnicu Vâlcea a remporté par deux fois la Coupe de l'IHF en 1984 et 1989 et la Coupe des coupes en 2007. Le club a également atteint la finale de Ligue des Champions en 2010, échouant en demi-finale en 1990, 1992, 2009 et 2012.
Le 25 juin 2013, le conseil municipal de Râmnicu Vâlcea vote la faillite du club, en proie à d'importantes difficultés financières. Un nouveau club prend alors sa succession sous le nom de Handbal Club Municipal Râmnicu Vâlcea (ro) dont la ville est le sponsor principal du club à 98%.

### Renaissance
Le club évolue sous le nom d'HCM Râmnicu Vâlcea en première division mais, toutes ses joueuses sont parties. Le club termine bon dernier de la phase régulière avec 3 matchs nuls et 19 défaites en 22 journées mais arrache son maintien lors des play-downs. Il monte peu à peu dans la hiérarchie roumaine, atteignant la finale de la Coupe de Roumanie en 2018 et 2019 et surtout en remportant à nouveau le Championnat en 2019 en devançant le CSM Bucarest, habitué du Final Four de la Ligue des champions lors des saisons précédentes.
Le club est ainsi qualifié pour la Ligue des champions 2019-2020.

## Palmarès

### Compétitions internationales
- Ligue des champions : 
  - Finaliste : 2010.
  - Demi-finaliste : 1990, 1992, 2009, 2012.
- Coupe d'Europe des vainqueurs de coupe (1) :
  - Vainqueur : 2007.
  - Finaliste : 2002.
- Coupe de l'IHF (2) :
  - Vainqueur : 1984 et 1989
- Supercoupe d'Europe (1) :
  - Vainqueur : 2007.

### Compétitions nationales
- Championnat de Roumanie (20) :
  - Vainqueur : 1989, 1990, 1991, 1993, 1994, 1995, 1996, 1997, 1998, 1999, 2000, 2002, 2007, 2008, 2009, 2010, 2011, 2012, 2013, 2019
- Coupe de Roumanie (14) :
  - Vainqueur : 1984, 1990, 1992, 1993, 1994, 1995, 1996, 1997, 1998, 1999, 2001, 2002, 2007, 2011, 2020
- Supercoupe de Roumanie (2) :
  - Vainqueur : 2007, 2011.

## Parcours détaillé saison par saison
| Saison                      | Niv.                        | Championnat                 | Coupe                       | Europe*                     |
| AS Chimistul Râmnicu Vâlcea | AS Chimistul Râmnicu Vâlcea | AS Chimistul Râmnicu Vâlcea | AS Chimistul Râmnicu Vâlcea | AS Chimistul Râmnicu Vâlcea |
| --------------------------- | --------------------------- | --------------------------- | --------------------------- | --------------------------- |
| 1981-1982                   | 2                           | 1er                         | ?                           | -                           |
| 1982-1983                   | 1                           | 2e                          | ?                           | -                           |
| 1983-1984                   | 1                           | 3e                          | Vainqueur                   | C3 : Vainqueur              |
| 1984-1985                   | 1                           | 2e                          | ?                           | C2 : 1/8 de finaliste       |
| 1985-1986                   | 1                           | 3e                          | Finaliste                   | C3 : 1/8 de finaliste       |
| 1986-1987                   | 1                           | 4e                          | Demi-finaliste              | C2 : 1/2 finaliste          |
| 1987-1988                   | 1                           | 3e                          | Demi-finaliste              | -                           |
| 1988-1989                   | 1                           | Champion                    | Demi-finaliste              | C3 : Vainqueur              |
| CS Oltchim Râmnicu Vâlcea   |                             |                             |                             |                             |
| 1989-1990                   | 1                           | Champion                    | Vainqueur                   | C1 : 1/2 finaliste          |
| 1990-1991                   | 1                           | Champion                    | ?                           | C1 : 1/8 de finaliste       |
| 1991-1992                   | 1                           | 2e                          | Vainqueur                   | C1 : 1/2 finaliste          |
| 1992-1993                   | 1                           | Champion                    | Vainqueur                   | C2 : 1/2 finaliste          |
| 1993-1994                   | 1                           | Champion                    | Vainqueur                   | C1 : Phase de groupe        |
| 1994-1995                   | 1                           | Champion                    | Vainqueur                   | C2 : 1/8 de finaliste       |
| 1995-1996                   | 1                           | Champion                    | Vainqueur                   | C1 : Phase de groupe        |
| 1996-1997                   | 1                           | Champion                    | Vainqueur                   | C1 : Phase de groupe        |
| 1997-1998                   | 1                           | Champion                    | Vainqueur                   | C1 : Phase de groupe        |
| 1998-1999                   | 1                           | Champion                    | Vainqueur                   | C1 : Phase de groupe        |
| 1999-2000                   | 1                           | Champion                    | ?                           | C1 : 1/16 de finaliste      |
| 2000-2001                   | 1                           | 2e                          | ?                           | C1 : Phase de groupe        |
| 2001-2002                   | 1                           | Champion                    | Vainqueur                   | C2 : Finaliste              |
| 2002-2003                   | 1                           | 2e                          | Finaliste                   | C1 : 2e tour                |
| 2002-2003                   | 1                           | 2e                          | Finaliste                   | C3 : 1/4 de finaliste       |
| 2003-2004                   | 1                           | 4e                          | Demi-finaliste              | C3 : 3e tour                |
| 2004-2005                   | 1                           | 3e                          | ?                           | C4 : 1/4 de finaliste       |
| 2005-2006                   | 1                           | 3e                          | Finaliste                   | C3 : 3e tour                |
| 2006-2007                   | 1                           | Champion                    | Vainqueur                   | C2 : Vainqueur              |
| 2006-2007                   | 1                           | Champion                    | Vainqueur                   | SP : Vainqueur              |
| 2007-2008                   | 1                           | Champion                    | ?                           | C1 : Tour principal         |
| 2008-2009                   | 1                           | Champion                    | ?                           | C1 : 1/2 finaliste          |
| 2009-2010                   | 1                           | Champion                    | ?                           | C1 : finaliste              |
| 2010-2011                   | 1                           | Champion                    | Vainqueur                   | C1 : Tour principal         |
| 2011-2012                   | 1                           | Champion                    | ?                           | C1 : 1/2 finaliste          |
| 2012-2013                   | 1                           | Champion                    | ?                           | C1 : 1/2 finaliste          |
| HCM/SCM Râmnicu Vâlcea      |                             |                             |                             |                             |
| 2013-2014                   | 1                           | 10e                         | ?                           | -                           |
| 2014-2015                   | 1                           | 9e                          | ?                           | -                           |
| 2015-2016                   | 1                           | 9e                          | ?                           | -                           |
| 2016-2017                   | 1                           | 7e                          | ?                           | -                           |
| 2017-2018                   | 1                           | 4e                          | Finaliste                   | -                           |
| 2018-2019                   | 1                           | Champion                    | Finaliste                   | C3 : 3e tour                |
| 2019-2020                   | 1                           | arrêté (1er)                | Vainqueur                   | C1 : 1/4 (arrêté)           |
| 2020-2021                   | 1                           | 3e                          | ?                           | C1 : 1/8                    |
| 2021-2022                   | 1                           | 3e                          | Finaliste                   | C3 : 1/4                    |
| 2022-2023                   | 1                           | 6e                          | ?                           | C3 : 1/4                    |
| 2023-2024                   | 1                           | e                           | ?                           | -                           |

*C1 = Coupe des clubs champions/Ligue des champions ; C2 = Coupe des vainqueurs de coupe ; C3 = Coupe de l'IHF/de l'EHF ; C4 = Coupe Challenge ; SP = Supercoupe d'Europe

## Personnalités liées au club

### Entraineurs
- Mariana Tîrcă : de 2000 à 2004
- Maria Török-Duca : de 2004 à 2005
- Radu Voina : de février 2009 à 2010
- Péter Kovács : de 2010 à février 2011
- Anja Andersen : de février à mars 2011
- Radu Voina : de mars 2011 à 2012
- Jakob Vestergaard : de 2012 à 2013
- Maria Török-Duca : de juillet à novembre 2013
- Simona Gogîrlă : de novembre 2013 à 2014
- Aurelian Roșca : de 2017 à 2018
- Florentin Pera : depuis 2018

### Joueuses
- Carmen Amariei
- Valentina Neli Ardean Elisei
- Alexandrina Barbosa
- Aurelia Brădeanu
- Eliza Buceschi
- Katarina Bulatović
- Iulia Curea
- Luminița Dinu-Huțupan
- Ramona Farcău
- Melinda Geiger
- Simona Gogîrlă
- Maria Iacob
- Marija Jovanović
- Narcisa Lecușanu
- Amandine Leynaud
- Ioulia Managarova
- Oana Manea
- Cristina Neagu
- Carmen Nițescu
- Allison Pineau
- Ionela Stanca-Gâlcă
- Paula Ungureanu
- Cristina Vărzaru
- Ekaterina Vetkova